# Ambrysus thermarum
Ambrysus thermarum är en insektsart som beskrevs av La Rivers 1953. Ambrysus thermarum ingår i släktet Ambrysus och familjen vattenbin. Inga underarter finns listade i Catalogue of Life.